# 독일 국가당 (1930년)
독일 국가당(독일어: Deutsche Staatspartei, 약칭 DStP)은 1930년 독일 민주당이 인민국적국가연합과 연합하면서 창당된 자유주의 성향의 정당이다. 창당 후 인민국적국가연합은 기존 민주당 구성원들과의 노선 갈등으로 다시 이탈했지만 국가당은 옛 민주당으로 당명을 복귀하지 않고 계속 국가당 당명을 유지했다. 1933년 아돌프 히틀러가 집권하자 해산됐다.

## 같이 보기
- 자유주의
- 자유민주주의